# Штурм унд дранг
Штурм унд дранг (  – олуја и нагон) је уметнички покрет настао седамдесетих и осамдесетих година 18. века у немачкој књижевности и музици. Одликују га изражени култови: личности, субјективних осећања и природе. 
Sturm und Drang био је заснован на идејама француског рационализма, али садржао је и противљење строгим шаблонима и догмама естетике рационализма. Инспирација за уметнике било је учење Жан Жак Русоа који се залагао за признавање осећања и емоција у свету где је преовладала филозофија науке. Русо је славио првобитно стање човека, идеализовао је село, и певао химне природи. Интелектуалци из времена штурмундранга називани су дивљим или бурним генијима. Најчешће су се окупљали у кружоке. Тежили су оригиналности, необузданим осећањима и индивидуалзму до крајности. 
Најпознатији присталица штурмундранга био је Јохан Волфганг фон Гете, иако је касније са Фридрихом Шилером прекинуо везе са овим покретом и засновао такозвани Вајмарски класицизам.